# سي مين كا رع
سي مين كارع نيبوني(بالإنجليزية: Semenkare Nebnuni) هو فرعون من السلالة الـ 13 في وقت سابق خلال الفترة الانتقالية الثانية والاستشهادات التاريخية عليه ضعيفة. وفقا لعلماء المصريات داريل بيكر وكيم ريهولت، كان نيبوني هو الحاكم التاسع للسلالة الثالثة عشرة. بدلا من ذلك يورغن فون بيكيراث وديتلف فرانك يعتبرونه الملك الثامن من السلالة.